# فولسوم (شهرستان پری، آلاباما)
فولسوم (به انگلیسی: Folsom) یک منطقهٔ مسکونی در ایالات متحده آمریکا است که در شهرستان پری، آلاباما واقع شده‌است. فولسوم ۱۳۱٫۰۷ متر بالاتر از سطح دریا واقع شده‌است.